# جيم كريمر
جيم كريمر (بالإنجليزية: Jim Cramer) (و. 1955 – م) هو صحفي، محام، رجل أعمال من الولايات المتحدة الأمريكية .

## التعليم
تعلم في كلية هارفارد للحقوق.

## روابط خارجية
- جيم كريمر على موقع IMDb (الإنجليزية)
- جيم كريمر على موقع الموسوعة البريطانية (الإنجليزية)
- جيم كريمر على موقع إن إن دي بي (الإنجليزية)
- جيم كريمر على موقع قاعدة بيانات الفيلم (الإنجليزية)